# Balás Árpád

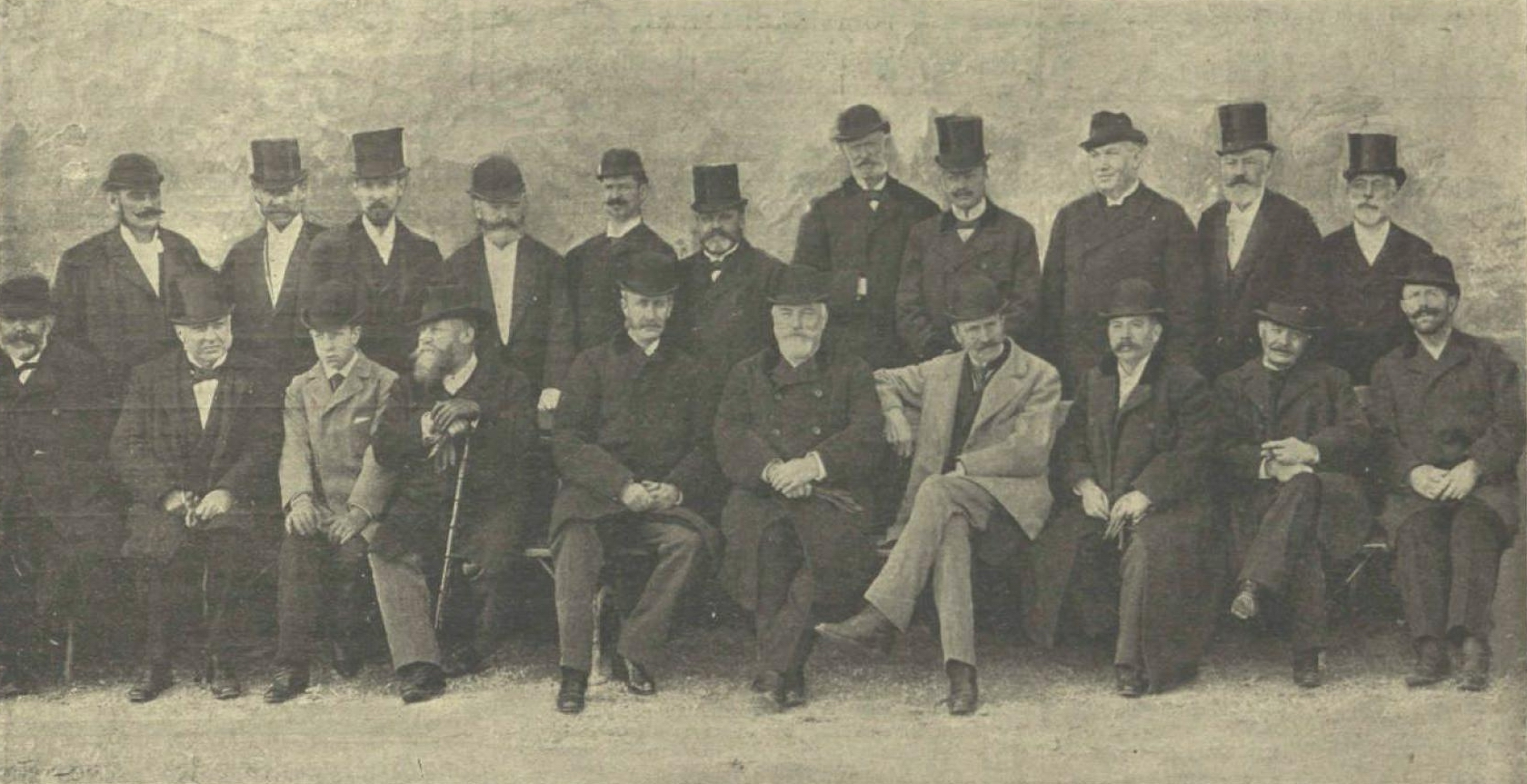
Az első sorban balról a második személy Balás Árpád

Balás Árpád  (Oravicabánya, 1840. szeptember 1. – Budapest, 1905. május 3.), egyetemi tanár, mezőgazdász, szakíró, 1897-től 1903-ig a Magyar Mezőgazdasági Múzeum igazgatója.

## Élete
Alsó és középfokú tanulmányait Oravicabányán, Pécsen, Aradon és Nagyváradon végezte el. Egyetemi tanulmányait Bécsben, majd a Magyaróvári Császári és Királyi Gazdasági Felsőbb Tanintézetben végezte mezőgazdasági szakon. Ezután Selmecbányán, Erdészeti Akadémián szerzett erdészeti képesítést.
Ezután uradalmi gazdatiszt lett, majd 1863-tól a magyaróvári tanintézet tanársegéde lett, erdészetet és juhtenyésztést oktatott. 1865-től Keszthelyen növénytermesztést tanított az Akadémián, először tanársegédként, majd tanárként.
Az iskola igazgatására 1874-ben kapott megbízást.
1884-ben kinevezték az időközben – az országban elsőként – akadémiai rangra emelt Magyaróvári Magyar Királyi Gazdasági Akadémia igazgatójává, miután egykori tanára, az Akadémia legendás hírű igazgatója, Masch Antal elhunyt. Balás Árpád méltó utóda lett a kiváló tudósnak, az általa hirdetett szellemiségben folytatta a tanintézet irányítását. Igazgatósága alatt érte el az Magyaróvári Magyar Királyi Gazdasági Akadémia – amely ekkor Magyarország egyetlen agrár-felsőoktatási intézete volt – fénykorát. A nemzetközileg is jegyzett, kiemelkedő teljesítményt nyújtó tanári kar segítségével Európa egyik prosperáló intézményévé fejlesztette az iskolát, nagyban hozzájárulva ezzel a magyar mezőgazdaság fejlődéséhez. Vezetése alatt bontakozott ki az ún. Óvári Nagy Tanári Kar munkássága. Sokat tett az Akadémia körül kialakuló, országos hatáskörrel rendelkező, gombamódra szaporodó különböző kutatóintézetek létrehozása érdekében, amelyek alapítása és működése a magyar agrárkutatás igazi megindulását jelentették, Magyaróvár ezzel a hazai mezőgazdasági tudományos kutatás bölcsőjévé, illetve fellegvárává vált.
1888-ban jelent meg Hensch Árpád közreműködésével az „Általános és különleges mezőgazdasági növénytermelés” című munkája, ebben a belterjes gazdálkodás előnyei mellett foglalt állást.
A Magyaróvárott 1865-ben alapított Meteorológiai Megfigyelő Állomás, a Magyar-Óvári Gazdasági Eszköz- és Gépkísérleti Állomás (1869), a Mezőgazdasági Vegykísérleti Állomás (1872) és Vetőmagvizsgáló és Növényélettani Kísérleti Állomás (1878) létrehozása után vezetése alatt alakult meg a már említett kutatóhelyek egész sora: a  magyaróvári Magyar Királyi Növénytermelési Kísérleti Állomás (1891), az Állatgyógyászati Állomás (1892), a Magyar Királyi Növényélet- és Kórtani Állomás (1897). Ezen intézetek sorába illeszkedik a nyugdíjba vonulása után alapították a Magyar Királyi Tejkísérleti Állomást (1903) és az Országos Magyar Királyi Növénynemesítő Intézetet (1909). Ezen felül Balás fontos szerepet játszott a hazai agrár-szakoktatás megreformálásában is, tanulmányok születtek az oktatás megújítása céljából, melyet a minisztériumnak is elküldtek.
A millennium alkalmából jelent meg összeállítása a mezőgazdasági szakintézményekről, társaival kiválogatta a millenniumi kiállítás anyagából azokat a tárgyakat, amelyek később a Magyar Mezőgazdasági Múzeum alapját képezték.
1897-ben nyugdíjba vonult. Utána Budapesten a Magyar Mezőgazdasági Múzeum első igazgatója lett, 1903-ig töltötte be ezt a pozíciót.

## Családja
Apja Balás Zsigmond (1808−1892), oravicai bányaigazgató, anyja Weszely Auguszta (1817–1891) voltak. Feleségével, cserszegi-gárdai Csesznák Olgával (1850−1911) három gyermekük született. Mária (1876. november 24. – 1926. november 20.), Béla (1882. január 4.) és Zsigmond (1885. december 15.). Mária leányuk Károly Rezsőhöz ment nőül.
Balás Árpád a Fiumei úti sírkertben nyugszik feleségével, vejével, Károly Rezsővel és annak feleségével, Balás Máriával (39-3-23).

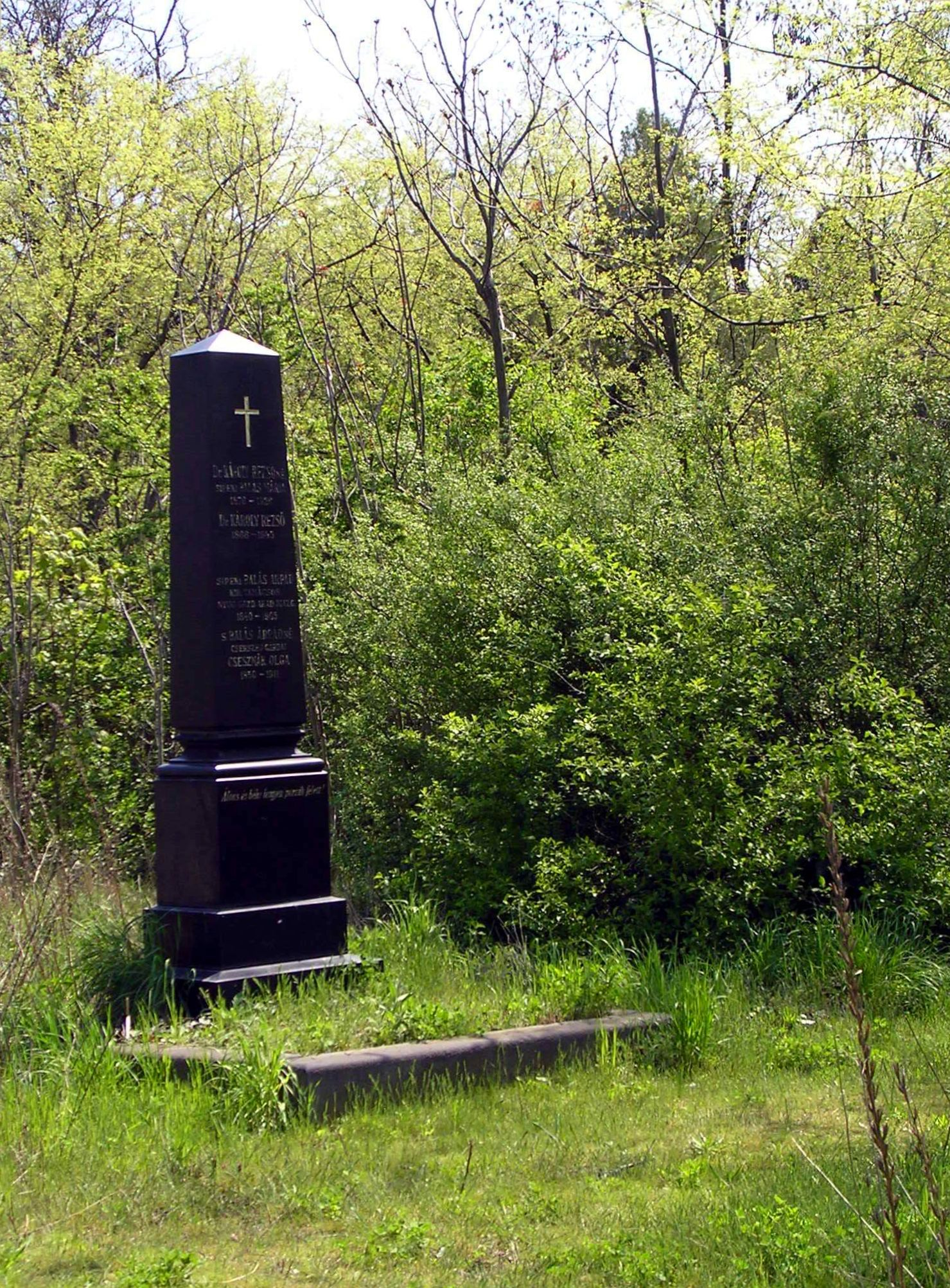
Sírja a Fiumei úti sírkertben (32-3-23)

## Fő munkái
- Útmutatás a kezdő gazda gyakorlati kiképzésére, 1870
- Magyarországi fontosabb vadontermő és meghonosodott fák és cserjék rendszeres leírása. 1870
- A rétművelés és legelőkezelés alapvonalai. Gyakorló és tanuló gazdák szükségleteihez mérten, 1876
- Általános és különleges növénytermelés alapvonalai, 1876
- Általános és különleges mezőgazdasági növénytermelés, 1888
- A magyaróvári gazdasági tanintézet 1836. évi állapotának leírása egy remekírónk tollából, 1890
- Magyarország mezőgazdasági szakoktatási intézményei, 1896

## Kapcsolódó szócikk
- Híres mosonmagyaróváriak listája

| Elődje: nem volt | A Magyar Mezőgazdasági Múzeum igazgatója 1897 – 1903 | Utódja: Saárossy-Kapeller Ferenc |